# A. O. Weitzenberg
Adolf Otto Weitzenberg (* 27. Oktober 1882 in Tinnum; † 7. Dezember 1958 in Berlin) war ein deutscher Kameramann.

## Leben
Der Sohn eines Sylter Gerichtsvollziehers besuchte die Lehr- und Versuchsanstalt für Fotografie sowie die Großherzoglich-Sächsische Kunstschule in Weimar. 1903 ließ er sich als Fotograf in Hamburg nieder.
Während des Ersten Weltkrieges sammelte er erste Erfahrungen als untergeordneter Spielfilm-Kameramann. 1917 debütierte er als Chefkameramann und arbeitete anfangs besonders für Regisseur und Produzent Rudolf Meinert. Neben vielen wenig bekannten Filmen drehte er Ludwig Bergers Calderon-Adaption Der Richter von Zalamea und Martin Bergers Abtreibungsdrama Kreuzzug des Weibes.
Seit 1934 arbeitete Weitzenberg fast nur noch für Dokumentar- und Lehrfilme. Nach Kriegsende trat er in die Dienste der DEFA.

## Filmografie
| - 1917: Die Fußspur - 1917: Der Saratogakoffer - 1918: Der goldene Pol - 1918: Ferdinand Lassalle - 1919: Die Gespenster von Garden Hall - 1919: Hungernde Millionäre - 1919: Das Spielzeug der Zarin - 1920: Das Haupt des Juarez - 1920: Der Richter von Zalamea - 1920: Der siebente Tag - 1920: Sieger Tod - 1920: Johannes Goth - 1920: Tötendes Schweigen - 1921: Das Geheimnis von Bombay - 1921: Treibende Kraft - 1921: Die Dreizehn aus Stahl - 1921: Toteninsel - 1922: Das Geheimnis der sieben Ringe - 1922: Die Dame in Grau - 1922: Die Flibustier - 1922: Die geheimnisvollen Piraten - 1922: Im Zeichen der Schlange - 1922: Lucifer - 1922: Der Mann mit der eisernen Maske - 1923: Der Geisterseher - 1923: Bob und Mary - 1924: Dr. Wislizenus - 1926: Kreuzzug des Weibes - 1926: Die Biene Maja und ihre Abenteuer - 1927: Das Mädchen aus Frisco | - 1927: Vom Leben getötet - 1927: Die Vorbestraften - 1927: Der Sieg der Jugend / Der Hans und die Grete - 1927: Stolzenfels am Rhein - 1928: Notschrei hinter Gittern - 1928: Die Flucht aus der Hölle / Die Hölle von Cayenne - 1928: Du sollst der Kaiser meiner Seele sein - 1929: Das Recht des Stärkeren (La possession) - 1929: Madame Lu, die Frau für diskrete Beratung - 1929: Die Abenteurer G.m.b.H. - 1929: Im Prater blüh’n wieder die Bäume - 1929: Achtung! — Kriminalpolizei! (Rabmadár) - 1931: Kinder vor Gericht - 1932: Razzia in St. Pauli - 1932: Liebe auf den ersten Ton - 1933: Achten sie auf Meyer - 1933: Der indische Diamant - 1933: Jeder hat mal Glück - 1933: Welle 4711 - 1933: Schleppzug M 17 - 1933: Ein Kind ist vom Himmel gefallen - 1933: Glückliche Reise - 1936: Der Kurier des Zaren - 1936: Ewiger Wald - 1943: Bärenjagd in Rumänien - 1947: Roß und Kind als Patient - 1948: Tierzucht, warum und wie? |